# Ivan Dobravec Plevnik
Ivan Dobravec Plevnik (Zagreb,  10. listopada 1873. – Virovitica, 19. prosinca 1959.), publicist, pripovjedač i dramski pisac. Ubraja se među tridesetak osnivača Hrvatskog novinarskog društva 1910., uz Milana Grlovića, Antuna Gustava Matoša, Mariju Jurić Zagorku. Njega je kao jednog od svojih uzora spominjao i Ive Mihovilović. Uvršten je među znamenite Hrvate 19. stoljeća. Djed je hrvatskog publicista i novinara Danka Plevnika.

## Životopis
Ivan Dobravec Plevnik izučio je u Zagrebu tiskarski zanat, te se - nakon Trsta, Gorice, Ljubljane, Graza, Beča i Pešte, kao aktivni pravaš - 1899. doselio u Viroviticu gdje je otvorio vlastitu tiskaru i pokrenuo novine (“Virovitičan”, 1899. – 1941.). U njima je, pod pseudonimima Ivan Starić i Pegaz, objavljivao i vlastite književne priloge - pjesme, članke, crtice, feljtone, igrokaze, osvrte, kronike i memoarske zapise. Književni uspjeh postigao je kratkim romanom “Ljubav je jača od mača” (1902.) i “Igrokazima za diletantske pozornice” (1930.). Ivan Dobravec Plevnik bio je aktivan u Hrvatskom pjevačkom društvu “Rodoljub”. Njegovi sinovi, Zvonko, koji se više bavio tipografijom, i Božo, doajen osječkog “Glasa Slavonije”, također su se bavili novinarstvom.
O Plevnikovu književnom opusu Vinko Brešić Piše:
“Ljubav je jača od mača, historijska pripovijest iz doba turskog gospodstva u Slavoniji”, drži se šenoinskoga modela povijesneoga romana: romantična priča o ljubavi između muslimanke, agine kćeri Ljeposave, i kršćanina, Stanka Ilića, isprepliće se s prikazom borbe Slavonaca protiv Turaka u 17. stoljeću. Vodeći se svojim načelom “vjernosti i istinitosti”, Plevnik uvodi povijesne osobe poput fratara Luke Ibrišimovića i Mate Lapsanovića, vođa ustanka protiv Turaka,  bana Nikole Zrinskoga i dr. Likovi su oslikani crno-bijelom tehnikom pa su tako na jednoj strani junaci koji su oličenje junaštva i plemenitosti, a na drugoj izdajice i slabići. Autor u prvi plan ističe zanosni optimizam i patriotizam svojih junaka te njihovu vjeru u slobodu i moć ljubavi. Riječi virovitičkog junaka Stanka Ilića: “Ja ljubim Hrvatsku i vjeru mojih otaca, a ta je ljubav jača od mača” leitmotiv su ove priče, koja je doživjela čak četiri izdanja.
Dramski Plevnikov rad obuhvaća pet kraćih igrokaza za diletantske pozornice s glazbenim prilogom pisanih u maniri domaćeg pučkog igrokaza 19. stoljeća. Pobude su mu prosvjetiteljske i patriotske, tj. da kroz zabavu pouči obični puk, istisne loše prijevode i tuđinski duh, te ublaži pomanjkanje srodne domaće dramske literature. Plevnik uspijeva kroz humor i blagu ironiju, kadšto i karikaturu, upozoriti na mane i poroke koji vladaju u njegovoj neposrednoj sredini i vremenu uopće. Radnja veselih igara zbiva se uglavnom u Virovitici i u sadašnjosti, a likovi su tipični predstavnici svoga doba i malograđanske sredine (Orlić iz Počima smijehom, svršava plačem, Miško iz Nasamarenog mladoženje, literat i Margita iz Tiskarske pogreške).
Zbog otvorene didaktičnosti i moraliziranja te naglašene sentimentalnosti Plevnik nije dosegao prosjek pučkog glumišta, ali je ostvario teatar u skladu s vlastitim poimanjem njegove društvene uloge. Slično vrijedi i za njegovu prozu.